# Bioinvent International
Bioinvent International AB är svenskt börsnoterat läkemedelsbolag i Lund, som grundades 1996.
Bioinvent utvecklar antikroppar för cancerbehandling. Bioinvent International tar fram immunonkologiska läkemedelskandidater, varav några   är i klinisk fas.
Immunterapier syftar i första hand till att behandla hematologisk cancer och solida tumörer.